# تپه برج لاران
تپه برج، مربوط به دوره اسلامی است و در شهرستان شهرکرد،  روستای مرغملک واقع شده است. این اثر در تاریخ ۱۳ آبان ۱۳۸۶ با شمارهٔ ثبت ۱۹۷۹۶ به‌عنوان یکی از آثار ملی ایران به ثبت رسیده است.